# Tønder
Tønder (en alemán: Tondern) es una ciudad del sur de Dinamarca, próxima a la frontera con Alemania. Tiene una población de 7.685 habitantes (2012). Es la capital y principal localidad del municipio de Tønder, en la región de Dinamarca Meridional.

## Historia
El geógrafo hispano-árabe Al-Idrisi menciona a mediados del siglo XII un lugar llamado Tu(r)ndira, que podría tratarse de Tønder o del pueblo vecino de Møgeltønder, al oeste de la ciudad. Tønder fue fundada en el siglo XII con el nombre de Lille Tønder ("pequeño Tønder") para distinguirla de su vecina, que adquirió el nombre de Møgeltønder ("gran Tønder") por su mayor tamaño. Fue fundada en un islote rodeado por el río Vidå para servir de puerto a Møgeltønder, ya que por vía fluvial había comunicación con el mar del Norte. Su nombre significa "yesca". Con el tiempo, Lille Tønder adquirió mayor importancia que su vecina y simplificó su nombre a Tønder, y en 1243 se convirtió en la primera localidad en Dinamarca en recibir privilegios de ciudad comercial.
En 1544 Tønder fue parte del ducado de Schleswig-Holstein-Haderslev, que el rey Federico I de Dinamarca había heredado a su hijo el duque Juan el Viejo. A la muerte de Juan sin hijos en 1580, sus tierras se repartieron entre sus hermanos, pasando Tønder a posesión del ducado de Holstein-Gottorp, y eventualmente regresó a manos de la corona.
Hasta principios del siglo XVII había un importante comercio de Tønder con el norte de los estados alemanes y con los Países Bajos. La baja altitud de la ciudad ocasionó severas inundaciones en varias ocasiones; para evitarlas, se construyeron diques que cortaron la comunicación de la ciudad con el mar, con lo que perdió parte de su importancia económica.
En la segunda mitad del siglo XVII y la primera mitad del XVIII la ciudad se convirtió en un importante centro de producción y venta de encaje. En 1788 se inauguró en la ciudad la primera escuela de profesores de todo el país.
En el siglo XIX la ciudad fue protagonista del nacimiento del conflicto dano-germano de Schleswig-Holstein. Tønder contaba con una importante población burguesa de habla alemana que se colocó en el bando alemán cuando estalló la Primera guerra de los ducados (1848-1851). Al final de la guerra todo Schleswig regresó a manos danesas, pero el problema continuó, pues aunque la ciudad era oficialmente bilingüe, se daba prioridad al danés como lengua escrita. Tras la Segunda guerra de los ducados, Tønder pasó en 1864 a ser una ciudad prusiana y desde 1871 hasta 1920 fue parte del Imperio alemán.
En 1868 se inauguró el ferrocarril a Tingslev, lugar donde se enlazaba con la línea Hamburgo-Fredericia. En 1887 Tønder fue la intersección del ferrocarril Hamburgo-Esbjerg y poco después se inauguró la línea Tønder-Højer, con enlace a la isla de Sylt. A principios del siglo XX Tønder fue base de dirigibles militares.
Con el fin de la Primera Guerra Mundial y los plebiscitos de Schleswig, Tønder regresó en 1920 a soberanía danesa. Aunque la mayoría de sus habitantes (77%) votaron a favor de continuar siendo parte de Alemania, Tønder se encontraba en una zona donde la mayoría de la población prefirió la transferencia a Dinamarca. La ciudad continuó siendo marcadamente bilingüe hasta 1945, y el gobierno local estaba dominado por partidos políticos representantes de la minoría alemana del Norte de Schleswig.
En la Segunda Guerra Mundial, tropas alemanas cruzaron la frontera en las inmediaciones de Tønder para ocupar Dinamarca. En el lugar se habilitó un pequeño campo de concentración. Después de la guerra la población alemana de Tønder decayó significativamente en número y relevancia política, y la ciudad misma perdió importancia. La escuela de maestros cerró sus puertas en 1989, el cuartel en 2002 y el hospital en 2003, si bien en su lugar se construyó un hospital privado.